# Павелич, Марио
Марио Павелич (хорв. Mario Pavelić; род. 19 сентября 1993 года, Айзенштадт) — австрийский футболист боснийского происхождения, защитник.

## Карьера
Марио Павелич начинал заниматься футболом в австрийском клубе «Нойзидль-ам-Зе» из одноимённого города. Летом 2009 года он присоединился к венскому «Рапиду».
6 октября 2013 года защитник дебютировал в австрийской Бундеслиге, выйдя в основном составе в гостевом поединке против команды «Винер-Нойштадт». 14 марта 2015 года Павелич забил свой первый гол в лиге, открыв счёт в домашнем матче с «Грёдигом».
Летом 2018 года Марио Павелич перешёл в хорватскую «Риеку». В августе 2021 года он оказался в литовском «Жальгирисе».

## Достижения
- Обладатель Кубка Хорватии (1): 2019.